# Natalja Lebiediewa (historyk)
Natalja Siergiejewna Lebiediewa (ros. Наталья Сергеевна Лебедева; ur. 1939) – rosyjska historyczka, specjalistka w zakresie historii stosunków międzynarodowych i historii II wojny światowej, członek Polsko-Rosyjskiej Grupy do Spraw Trudnych.

## Życiorys
W 1962 roku ukończyła Moskiewski Instytut Historii i Archiwistyki, po czym podjęła pracę w Instytucie Historii Akademii Nauk ZSRR. W 1970 roku uzyskała stopień naukowy kandydata nauk, a w 1996 roku stopień doktora habilitowanego na Wydziale Filozoficzno-Historycznym Uniwersytetu Łódzkiego na podstawie książki "Katyń: Priestuplenije Protiw Czełowieczestwa" ("Katyń: zbrodnia przeciwko ludzkości", ros. Катынь: преступление против человечества), opublikowanej w 1994 roku w Rosji (ISBN 5-01-003510-3), a w 1997 roku w Polsce (ISBN 83-11-08741-5). Publikowała m.in. w "Zeszytach Katyńskich". Obecnie pracuje w Instytucie Historii Rosyjskiej Akademii Nauk.

## Odznaczenia i wyróżnienia
W 1990 roku otrzymała honorowe wyróżnienie Niezależnego Komitetu Historycznego Badania Zbrodni Katyńskiej za podstawowe odkrycia archiwalne dotyczące zbrodni katyńskiej. W 1996 roku otrzymała Nagrodę Specjalną Przeglądu Wschodniego. W 2003 roku Prezydent RP Aleksander Kwaśniewski odznaczył ją Krzyżem Komandorskim Orderu Zasługi Rzeczypospolitej Polskiej za wybitne zasługi w ujawnieniu i udokumentowaniu prawdy o zbrodni katyńskiej, a w 2008 roku Rada Polskiej Fundacji Katyńskiej nadała jej Medal Dnia Pamięci Ofiar Zbrodni Katyńskiej. W 2015 roku została uhonorowana Medalem Komisji Edukacji Narodowej.